# Dinand Woesthoff
Marco Frank Ferdinand "Dinand" Woesthoff (6 de septiembre de 1972 Gorinchem, Holanda Meridional, Países Bajos) conocido mundialmente como Dinand Woesthoff. Es un vocalista holandés, conocido por ser el vocalista de Kane.
El 17 de septiembre de 2003, se casó con Guusje Nederhorst (1969 - 2004), una actriz holandesa, de Las Vegas . Ella murió al año siguiente de cáncer de mama. Su funeral se celebró el 4 de febrero de 2004, que habría sido su cumpleaños número 35. La canción de Kane, "Dreamer", fue escrito en su memoria.
Dinand Woesthoff tiene tres hijos: Dean Maddy (n. 29 de junio de 2003), Jimi Frank (n. 16 de diciembre de 2006) y Che (n. 22 de octubre de 2010).
- Datos: Q1226264
- Multimedia: Dinand Woesthoff / Q1226264